# أبو مخالد الضرير
أبو مخالد وقيل أبو مجالد أحمد بن الحسين الضرير، المعتزلي كان فقيها متكلما،، وكان أحد دعاة المعتزلة البغداديين، ويسمى: الداعية. صحب جعفر بن مبشر وأخذ عنه الكلام، توفي في سنة 268.